# ハンセン病問題検証会議
ハンセン病問題検証会議（ハンセンびょうもんだいけんしょうかいぎ）は、日本のハンセン病患者に対する強制隔離施策が長期間続けられた原因を、医学的観点、社会学的観点、らい予防法などの法令の観点などから、精密に検証することを目的とした会議である。

## 概要
2001年5月11日、隔離政策の違法を認めた熊本地裁判決を受け、2002年10月16日、国は「ハンセン病政策の歴史と実態について、科学的、歴史的に多方面から検証を行い、再発防止の提言を行う」ことを目的として検証会議を設置した。2年半に及ぶ会議の結果、「最終報告書」がまとめられ、2005年3月1日に、厚生労働省へ提出された。実地に各園を回り、証言を聞き、検討した結果は膨大な報告書及び「検証会議」(光陽出版社、2005年) の他、厚生労働省や日本弁護士連合会法務研究財団のホームページにまとめて発表されている。この中には「ハンセン病問題に関する被害実態調査報告書」や「胎児等の標本調査結果報告書」を含む。